# Edson Araújo
Edson Araújo (ur. 26 lipca 1980) – brazylijski piłkarz występujący na pozycji napastnika.

## Kariera piłkarska
Od 2000 do 2008 roku występował w Portuguesa, Mirassol, Omiya Ardija, Corinthians Paulista, Fortaleza, Atlético Mineiro, Sivasspor, Santa Cruz, Juventus, Ceilândia, Rio Claro i Daejeon Citizen.